# Veyre (Célé)
Die Veyre ist ein Fluss in Frankreich, der in den Regionen Auvergne-Rhône-Alpes und Okzitanien verläuft. Sie entspringt unter dem Namen Ruisseau d’Embordes an der Gemeindegrenze von Labastide-du-Haut-Mont und Parlan, entwässert generell in südlicher Richtung und mündet nach rund 33 Kilometern beim gleichnamigen Weiler Le Veyre, an der Gemeindegrenze von Linac und Bagnac-sur-Célé, als rechter Nebenfluss in den Célé. Von der Quelle bis etwa fünf Kilometer vor ihrer Mündung bildet die Veyre die Grenzlinie zwischen den Départements Cantal und Lot und somit auch zwischen den Regionen Auvergne-Rhône-Alpes und Okzitanien.

## Orte am Fluss
(Reihenfolge in Fließrichtung)
- Labastide-du-Haut-Mont
- Saint-Hilaire
- Bessonies
- Linac